# Гуревич, Наум Павлович
Наум Павлович Гуревич (10 ноября 1906 год, Мариуполь — 14 июня 1985 год, Одесса) — советский партийный и хозяйственный деятель. Почётный гражданин Одессы.

## Биография
Родился 10 ноября 1906 в Мариуполе в семье ремесленника.
Работал на Юзовском металлургическом заводе и на комбинате «Союзхлеб». В 1925 году вступил в комсомол, в 1927 — в партию.
С 1928 года на профсоюзной, комсомольской и партийной работе. С 1937 года секретарь Доманевского райкома ВКП(б).
В марте 1940 года избран вторым секретарём Одесского горкома ВКП(б). В августе-октябре 1941 года — один из организаторов обороны города от фашистов.
После оккупации Одессы немцами зачислен в РККА. Воевал на Южном, Северо-Кавказском, Закавказском, Bopoнежском, Степном фронтах, заместитель начальника политотдела 21-го стрелкового корпуса второго формирования 1-м Украинского фронта. Награждён орденами Отечественной войны, Красной Звезды, медалями.
В марте 1946 демобилизовался в звании подполковника. Избран первым секретарём Воднотранспортного (позже Жовтневого) райкома партии. Во время «борьбы с космополитизмом» снят с должности, работал в Одессе в различных организациях.
Умер 14 июня 1985. Похоронен на 2-м городском кладбище.
Решением сессии Одесского городского Совета от 22 июня 1971 Науму Павловичу Гуревичу за большие заслуги в период обороны Одессы присвоено звание почётного гражданина города.
В кинофильме «Поезд в далёкий август» (1971) по сценарию Г. Поженяна роль Н. П. Гуревича исполнил поэт Иосиф Бродский.

## Награды
Медаль «За оборону Одессы», Медаль «За оборону Кавказа», Орден Красной Звезды, Орден Отечественной войны II степени, Медаль «За победу над Германией в Великой Отечественной войне 1941–1945 гг.»